# Laboratoire fédéral d'essai des matériaux et de recherche
 (février 2009).
Si vous disposez d'ouvrages ou d'articles de référence ou si vous connaissez des sites web de qualité traitant du thème abordé ici, merci de compléter l'article en donnant les références utiles à sa vérifiabilité et en les liant à la section « Notes et références ».
Le Laboratoire fédéral d'essai des matériaux et de recherche (en allemand Eidgenössische Materialprüfungs- und Forschungsanstalt, en italien Laboratorio federale di prova dei materiali e di ricerca, en romanche Institut federal da controlla da material e da perscrutaziun, en anglais Swiss Federal Laboratories for Materials Science and Technology) d'où l'acronyme Empa) est une institution de recherche suisse vouée à la science appliquée des matériaux et à la technologie. En tant qu'établissement de recherche du domaine des Écoles polytechniques fédérales, elle dépend du Département fédéral de l'économie, de la formation et de la recherche (DEFR). Durant plus de 100 ans depuis sa création en 1880, l’Empa fut un laboratoire d'essai des matériaux traditionnel. Depuis la fin des années 1980, elle s'est de plus en plus transformée en institut de recherche interdisciplinaire sur les matériaux et les technologies. Dans sa communication internationale, l'Empa se présente sous la dénomination Empa, Swiss Federal Laboratories for Materials Science & Technology.

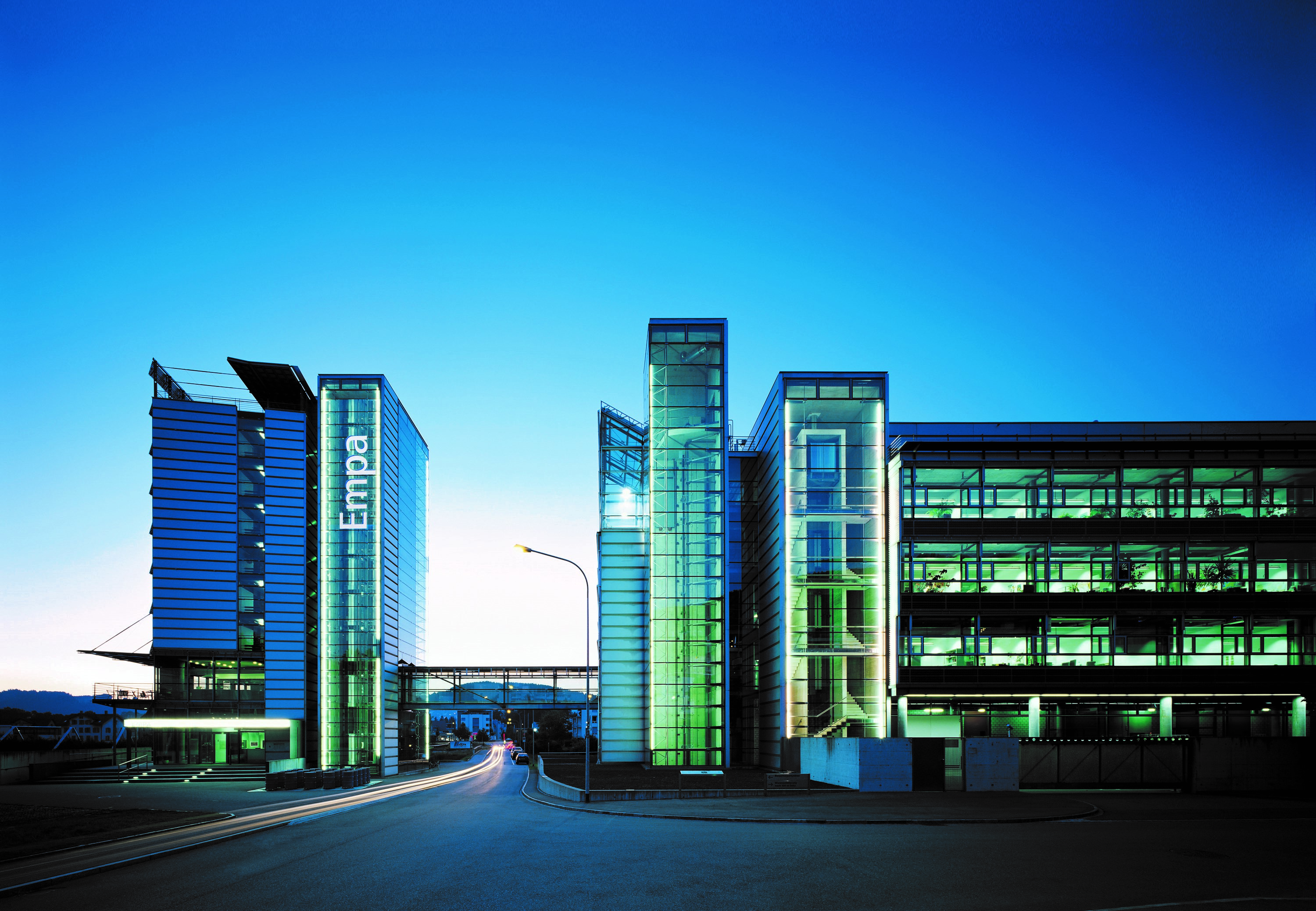
Bâtiment de l'Empa à Saint-Gall

Le laboratoire est présent sur trois sites, à Dübendorf, Saint-Gall et Thoune, et compte cinq départements pour 29 laboratoires.

## Cadre légal
En fonction de la Loi fédérale du 4 octobre 1991 sur les écoles polytechniques fédérales (Loi sur les EPF), L'Empa fait partie des établissements de recherche du domaine des Écoles polytechniques fédérales, c'est un établissement autonome de droit public de la Confédération. Il fait de la recherche dans son domaine d'activité, fournit des prestations techniques et scientifiques et est à disposition des hautes écoles pour l'enseignement et la recherche. Les dispositions qui régissent les EPF lui sont applicable par analogie.

## Recherche
Avec sa vision stratégique « Matériaux et technologies pour un avenir durable », l'Empa se donne pour but de développer des solutions aux problèmes prioritaires de l'industrie et de la société, par exemple dans les domaines de l'énergie, de l'environnement, de la mobilité, de la santé et de la sécurité. Pour ce faire, elle s'oriente vers les « Objectifs de développement durable » de l'ONU ainsi que vers les besoins de l'industrie et de la société suisses. Elle fixe ses priorités de recherche (« Research Focus Areas ») dans les domaines thématiques suivants: matériaux et technologies nanostructurés, environnement construit durable, énergie, ressources et émissions  ainsi que de la santé et des performances humaines.
Le changement de son orientation de l'essai des matériaux vers la recherche se reflète aussi dans son nom : depuis 1988, sa dénomination officielle est « Laboratoire fédéral d’essai des matériaux et de recherche ». À partir de 2001, sa nouvelle orientation stratégique devient de plus en plus visible : le nombre de ses publications scientifiques a passé de 67 en 2001 à plus de 870 en 2022 ; le nombre de ses projets de recherche financés par le Fonds national suisse de la recherche scientifique a augmenté durant la même période de 5 à 120, le nombre de doctorants de 16 à plus de 280 ; à cela s'ajoutent plus de 230 étudiants en bachelor et en master ainsi que des stagiaires. Le montant des moyens tiers s’est aussi accru, de 33,8 millions de francs en 2000 à plus de 60 millions de francs (2022), dont 49 millions de francs par des demandes de recherche et près de 11 millions de francs par des services et des conseils. L'Empa participe (2022) à plus de 76 projets du programme-cadre pour la recherche et le développement technologique de l'UE et à près de 90 projets d'Innosuisse, l'agence suisse pour la promotion de l'innovation. En 2022, son budget annuel s'élevait à environ 107 millions de francs de fonds fédéraux directs et à plus de 60 millions de francs de fonds de tiers,. En 2021 il s'implique en particulier dans l'utilisation de matériaux recyclés à 97% dans la construction.
La recherche appliquée et le développement se trouvent au centre des activités de l'Empa, souvent en partenariat étroit avec des entreprises industrielles. C'est ce qu'exprime son slogan : « Empa - The Place where Innovation Starts ». Dans ces activités, l'Empa poursuit une approche interdisciplinaire – des scientifiques et des ingénieurs de nombreuses disciplines travaillent en commun dans la majorité de ses projets. L'Empa soutient aussi les deux écoles polytechniques fédérales (EPF) de Zurich et de Lausanne ainsi que des universités et des hautes écoles spécialisées dans leur enseignement, et s'engage au travers de l'Académie Empa dans l'organisation de congrès scientifiques, de conférences, de  séminaires et de cours de formation et de perfectionnement.Conférences, cycles de conférences, séminaires et cours s'adressent aux scientifiques, aux professionnels de l'industrie et de l'économie, mais aussi au grand public, par exemple dans le cadre de la série d'événements « wissen2go ».

## Directeurs
| Mandat           | Directeur / Directrice |
| ---------------- | ---------------------- |
| 1880–1901        | Ludwig von Tetmajer    |
| 1901–1924        | François Schüle        |
| 1924–1949        | Mirko Roš              |
| 1949–1969        | Eduard Amstutz         |
| 1969–1988        | Theodor H. Erismann    |
| 1989–2001        | Fritz Eggimann         |
| 2001–2009        | Louis Schlapbach       |
| 2009–2022        | Gian-Luca Bona         |
| depuis juin 2022 | Tanja Zimmermann       |

## Histoire

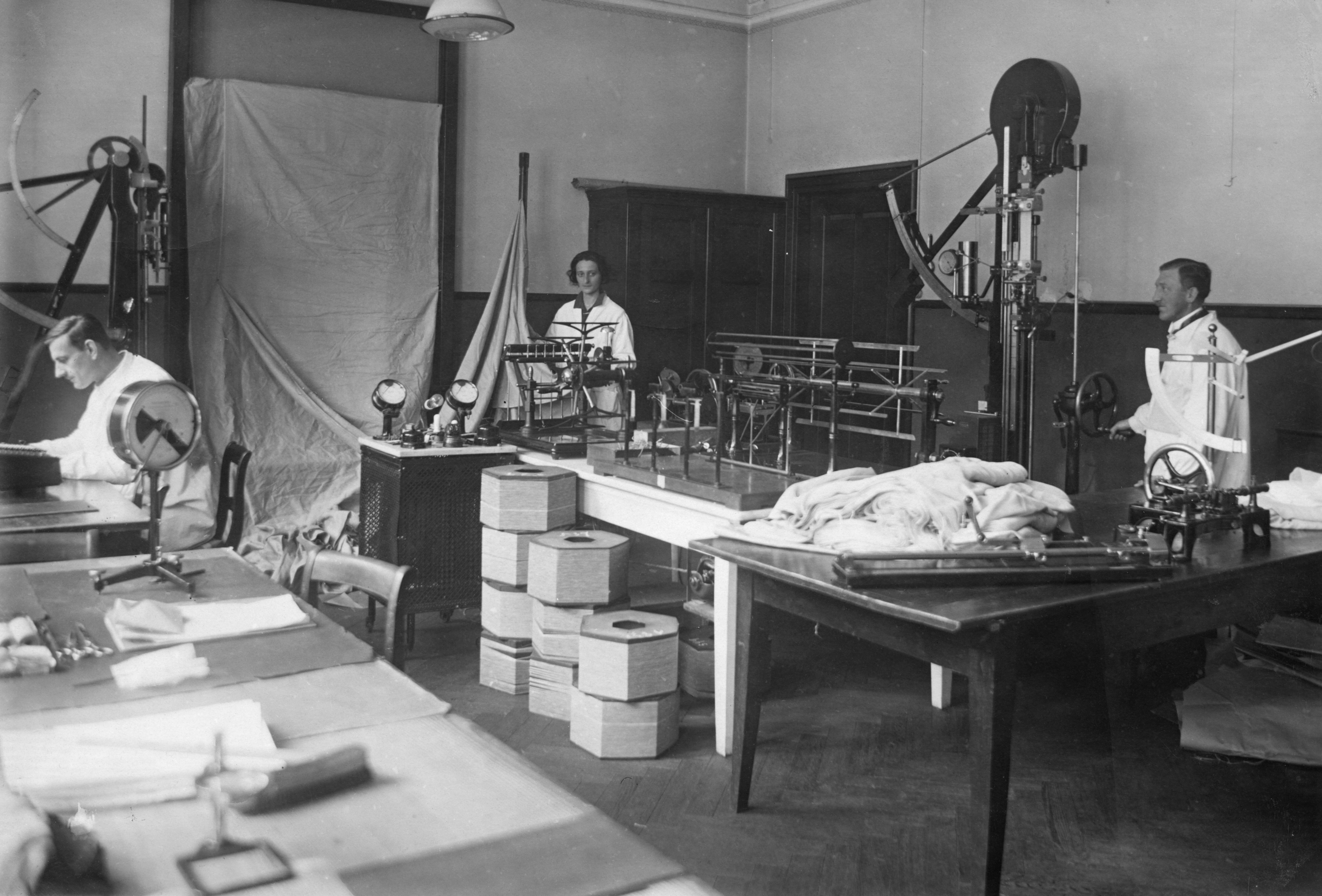
Laboratoire suisse d'essais de Saint-Gall, env. 1930

1880 – Entrée en activité du Laboratoire d’essai des matériaux de construction. Ludwig von Tetmajer, professeur de technique des matériaux, est son premier directeur. Le laboratoire est hébergé dans les locaux du « Polytechnikum » à Zurich (l’actuelle EPF de Zurich).
1891 – Tetmajer se voit chargé d’éclaircir les causes de l’effondrement du pont ferroviaire de Munchenstein construit par Gustave Eiffel. Il démontre en peu de temps que l’hyperbole d’Euler utilisée jusqu’ici ne peut s’appliquer que dans le domaine élastique du type d’acier utilisé pour ce pont.
1895 – Première apparition de la dénomination Laboratoire fédéral d’essai des matériaux.
1937 – Intégration du Laboratoire d’essai suisse de St-Gall, lui-même issus en 1911 de l’Office de contrôle des textiles. L’Empa se voit attribuer un nouveau nom : Laboratoire fédéral pour l’essai des matériaux et institut de recherche pour l’industrie, la construction et les arts et métiers.
1962 – Déménagement de l’Empa à Dübendorf, dans la banlieue de Zurich. Sur ce site, ses activités principales se situent dans les domaines du génie civil, des techniques de sécurité, de la technique des surfaces, des matériaux métalliques, des matériaux composites, des essais non destructifs, de la chimie analytique, de l’analyse des gaz d’échappement et de l’air atmosphérique, des installations des bâtiments, de la physique du bâtiment, de l’acoustique et de la lutte contre le bruit.

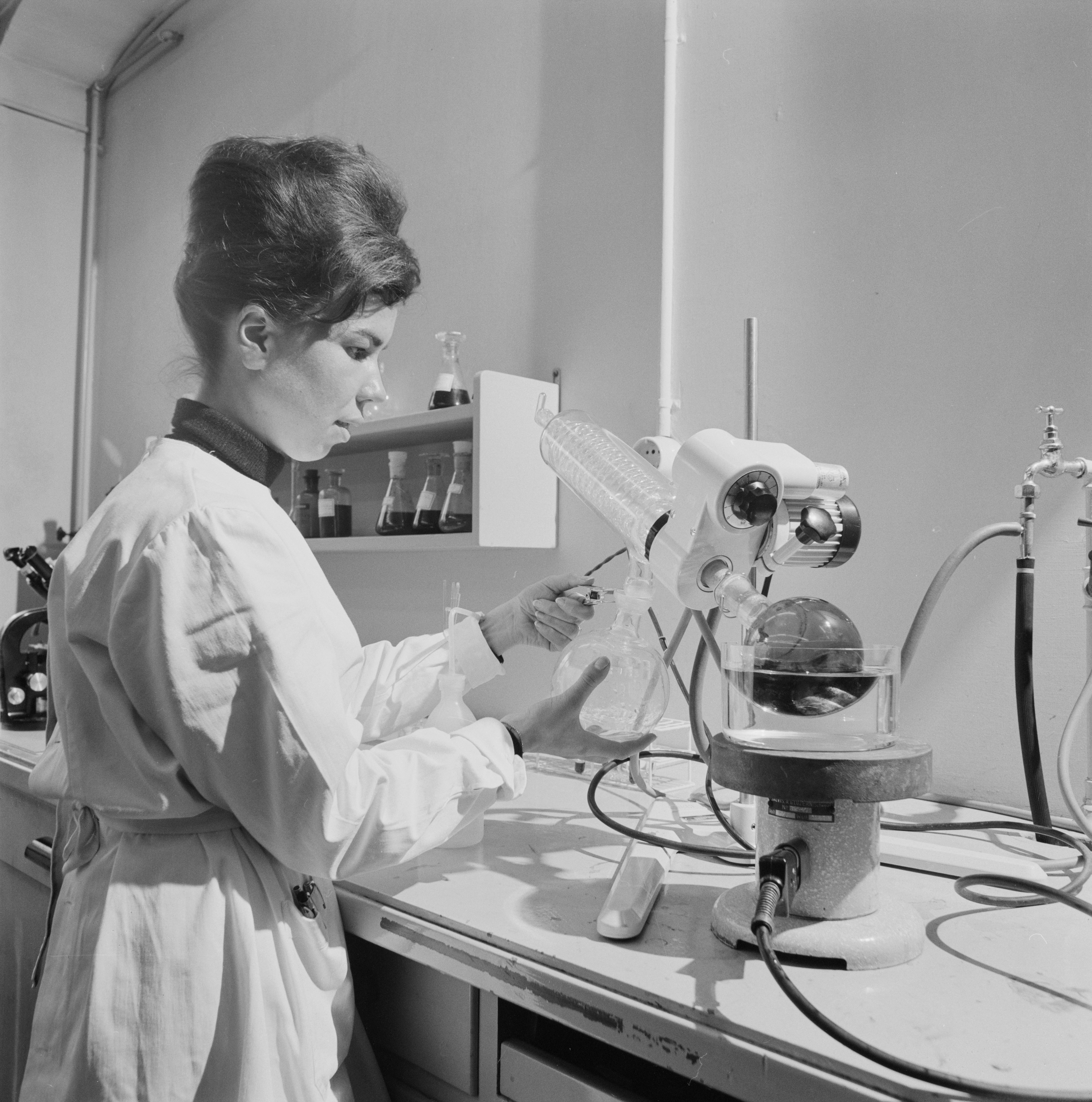
Collaboratrice de l'Empa à Saint-Gall, 1964

1988 – Orientation nouvelle vers la recherche. L’Empa s’appelle dorénavant Laboratoire fédéral d’essai des matériaux et de recherche.
1996 – L’Empa à St-Gall emménage dans son nouvel immeuble « Im Moos ». Sur ce site, les activités principales de l’Empa sont la physiologie de l’habillement, les systèmes de protection personnelle, les fibres et les textiles fonctionnels, les matériaux biocompatible, la modélisation des matériaux et des images ainsi que l’analyse des risques technologiques.
2001 – L’Empa accroît encore son orientation prioritaire vers la recherche et les développements innovateurs ; le transfert du savoir et les prestations de service de haut niveau demeurent cependant une composante importante de son portefeuille d’activités. Une commission de la recherche, composées de personnalités scientifiques internationales, est créée pour évaluer à intervalles réguliers les activités de recherche de l’Empa.
2003 – La nanotechnologie fait son entrée à l’Empa. Le nouveau laboratoire « nanotech@surfaces » travaille sur les nanostructures, les nanotubes comme sources d’électrons et sur les couches quasi-cristallines. Un laboratoire « Polymères fonctionnels » est créé à Dübendorf.
2004 – Création d’un autre nouveau laboratoire à Dübendorf : « Nanoscale Materials Science ». Ce laboratoire se concentre sur le développement et l’analyse des surfaces et des revêtements nanostructurés.
2005 – Fondation par l’Empa, en commun avec la Warsaw University of Technology et la AGH University of Science and Technology de Cracovie, de la « International PhD School Switzerland – Poland », à laquelle participent entre-temps aussi l’EPF de Zurich, l’Université Jagellone de Cracovie et l’Université de Varsovie. Cette collaboration avec les nouveaux pays membres de l’UE s’est depuis lors notablement élargie dans le cadre du « Milliard de cohésion », la contribution de la Suisse à l’élargissement à l’Est de l’UE, notamment au travers de nombreux projets de recherche communs ainsi que de manifestations communes telles que les « Swiss-Polish Science & Technology Days », qui se sont déroulés pour la première fois en 2010 à Varsovie.
Création d’autres laboratoires de recherche : « Matériaux et nanomécanique », « Mechanical Systems Engineering », « Mechanics for Modelling and Simulation », « Biomaterials », « Materials-Biology Interactions », « Hydrogen & Energy » sowie ainsi que « Catalyse et chimie du solide ». En 2006, création du « Center for Synergetic Structures », un partenariat public-privé de l’Empa et de l’entreprise Festo AG, qui se consacre au développement de structures porteuses ultralégères innovatrices.
En 2005 également, l'Empa a fêté son 125e anniversaire avec 13 000 visiteurs sous le slogan « Une recherche qui enthousiasme ».
2008 – L’Empa fonde l’incubateur d’entreprises « glaTec » à Dübendorf pour encourager et soutenir l’établissement de jeunes entreprises innovatrices dans l’environnement de l’Empa. Cet incubateur est le pendant du « tebo » qui existe depuis 1996 à l’Empa à St-Gall. L’Empa développe aussi fortement ses activités dans le domaine de la photovoltaïque. Par ailleurs un accord de collaboration étroite est conclu avec le « National Institute for Materials Science » (NIMS) japonais qui a ouvert en 2010 un bureau de liaison au glaTec.
2010 – L’Empa renforce ses activités de développement d’affaires et créée de nouveaux modèles de partenariat, par exemple en développant des modèles de coopération spécialement adaptés à ses partenaires industriels. Des partenariats stratégiques sont entre autres conclus dans les domaines des piles à combustibles, des applications medtech et des concepts de mobilité durable. Cette même année, l’Empa révise son portefeuille de recherche et focalise encore davantage toutes ses activités dans ses cinq axes de recherche sur ce qui est finalement son domaine d’activité central : Utiliser la recherche et les technologies pour créer des innovations commercialisables.
En 2011 et 2012, l'Empa s'engage avec grand succès dans près de 25 projets financés par la Commission pour la technologie et l'innovation (CTI) dans le cadre des mesures d'accompagnement contre le francfort destinées à renforcer la force innovatrice et la compétitivité des entreprises suisses.
En 2014, le gouvernement suisse lance un programme prioritaire de soutien de la recherche énergétique ; huit centres de compétences (« Swiss Competence Centers for Energy Research », SCCER) sont créés afin d'améliorer le réseautage entre les Hautes écoles et les des institutions de la recherche dans le domaine de la recherche énergétique et de favoriser les synergies. L'Empa assume, en tant que « Leading House » la direction de l'un d'eux dans le domaine de la recherche sur l'efficacité énergétique des bâtiments et des quartiers («Future Energy-Efficient Buildings & Districts», FEEB&D) avec pour objectif de réduire d'un facteur cinq la consommation d'énergie du parc immobilier suisse d'ici 2050.
En 2014 a lieu de premier  coup de pioche de NEST, un concept de bâtiment novateur qui doit aider, en commun avec des partenaires industriels, à amener plus rapidement à leur maturité commerciale des technologies et des produits dans le domaine de la construction et de l'énergie. L'Empa exploite le bâtiment de recherche et d'innovation en collaboration avec l'Institut fédéral des sciences et technologies de l'eau (Eawag). NEST se compose d'une ossature centrale –  dénommée «Backbone» – et de trois plateformes ouvertes sur lesquelles sont installés des modules et recherche et d'innovation selon le principe «Plug-&-Play».
En 2015, la construction du « Backbone » de NEST est achevée et la construction des différents modules débute. Le 23 mai 2016, le bâtiment a été inauguré avec déjà deux modules installés,. Au cours des années suivantes, d'autres unités ont été régulièrement ajoutées ; fin 2022, huit modules étaient en service. Chacun de ces modules de bâtiment a été réalisé en collaboration avec des partenaires de recherche et des partenaires industriels. Du côté de la recherche, l'ETH Zurich, l'EPF Lausanne, la Haute École de Lucerne et le Institut de technologie de Karlsruhe (KIT) ont par exemple utilisé la plateforme NEST jusqu'à présent. La plupart des unités se concentrent sur l'efficacité des ressources et de l'énergie, que ce soit avec des concepts et des matériaux adaptés au cycle de vie, avec de nouveaux concepts énergétiques (intelligents) ou avec de nouvelles méthodes numériques de planification et de construction qui optimisent l'utilisation des matériaux.
En 2015 encore, l'Empa ouvre une deuxième plateforme de démonstration et de transfert de technologie consacrée au domaine de la mobilité : move. Cette plateforme permet de développer et de tester en pratique réelle de nouveaux concepts de motorisation présentant des émissions de CO2 notablement plus basses tels que, par exemple, la propulsion à l'hydrogène, différents concepts d'hybridation ou des moteurs à gaz optimisés. La source d'énergie utilisée est l'électricité excédentaire des installations photovoltaïques et des centrales hydro-électriques dont la production fluctue fortement dans le temps. Cette électricité est utilisée pour la synthèse d'hydrogène par électrolyse de l'eau, hydrogène qui, avec du CO2, peut alors aussi servir à la synthèse de méthane (concept power-to-gas). Simultanément un troisième plateforme est mise en exploitation, le ehub (Energy Hub) qui, à la manière d'une centrale de commutation, gère et coordonne les flux d'énergie entre NEST et move avec leurs différents producteurs et utilisateurs, reliant ainsi simultanément le secteur de la mobilité au secteur du bâtiment (couplage sectoriel). ehub assure ainsi un approvisionnement en énergie optimisé qui permet de tenir compte des fluctuations temporelles importantes des sources d'énergie, telles que les centrales éoliennes et photovoltaïques, grâce à ses différents accumulateurs temporaires pour différents supports énergétiques.
En 2016, l'Empa a ouvert son « Coating Competence Center », dans lequel des technologies de surface sur mesure ainsi que des procédés de fabrication avancés (Advanced Manufacturing, AM) doivent trouver leur chemin des laboratoires de recherche vers des applications industrielles commercialisables. Le centre abrite diverses installations de revêtement pour les couches de matériaux durs, le photovoltaïque flexible et l'électronique organique ainsi que des imprantes 3D pour les matériaux métalliques et les biocomposites. Les installations sont proches de celles de l'industrie en ce qui concerne la technique des processus, mais elles présentent des modifications qui permettent aux chercheurs de procéder à une analyse détaillée des processus. L'objectif est de faciliter ainsi à l'industrie suisse la « Up-Scaling » de nouvelles technologies et de nouveaux procédés.
Avec des objectifs très similaires, le Domaine des EPF a lancé en 2017 le domaine de recherche stratégique « Advanced Manufacturing (AM) » sous la direction de l'Empa, qui doit aider l'industrie suisse à exploiter de manière ciblée le potentiel de la numérisation et à développer des technologies AM. Cette initiative a donné naissance en 2019 à l'« AM-TTC Alliance », l'association faîtière des centres suisses de transfert de technologie dans le domaine AM. Le premier centre de ce type à voir le jour en 2019 est le « Swiss m4m Center » à Bettlach, qui développe des procédés de fabrication d'implants imprimés en 3D en collaboration avec le secteur de la technologie médicale. Début 2023, le réseau comptait trois autres centres de transfert de technologie.
En 2019 également, l'Empa a renforcé ses activités de recherche dans le domaine des batteries et a notamment conclu un partenariat stratégique avec la Fraunhofer-Gesellschaft afin de jeter les bases d'une prochaine génération de batteries de propulsion pour voitures électriques aptes à la production.
La même année, le « Sustainability Robotics Lab » a été créé à l'Empa à Dübendorf en coopération avec l'Imperial College London. Il développe de nouveaux matériaux pour les systèmes robotiques utilisés dans la surveillance de l'environnement et l'entretien des infrastructures difficiles d'accès.
En 2020, l'EMPA collabore avec différents partenaires pour élaborer une directive d’homologation de stations-service, avec les autorités et les agences spécialisées, pour démarrer un réseau national de stations-service à hydrogène.
En 2021, la plateforme nationale d'innovation Switzerland Innovation a intégré dans son réseau l'Innovationspark Ost, situé juste à côté du site de l'Empa à Saint-Gall. En 2022, l'incubateur de start-up de l'Empa, Startfeld, a fusionné avec l'Innovationspark Ost. À Dübendorf, l'Empa a posé la première pierre de son nouveau campus de recherche « co-operate », qui vise résolument à minimiser les émissions de gaz à effet de serre.
En 2022 également, l'Empa a renforcé et élargi ses activités de recherche dans le domaine des technologies quantiques, notamment grâce à une contribution d'encouragement de 15 millions de francs de la Fondation Werner Siemens, afin de poursuivre le développement de nanomatériaux à base de carbone pour les futures technologies quantiques. En 2022 également, l'Empa a décidé de concentrer à l'avenir ses activités de recherche dans quatre pôles de recherche.